# Cedertuja
Cedertuja (Calocedrus decurrens) är en cypressväxtart som först beskrevs av John Torrey, och fick sitt nu gällande namn av Carl Rudolf Florin. Calocedrus decurrens ingår i släktet Calocedrus och familjen cypressväxter. IUCN kategoriserar arten globalt som livskraftig. Inga underarter finns listade i Catalogue of Life.
Arten kan vara upp till 50 meter hög och den har oftast en enda stam. Barken har en rödbrun till ljusbrun färg och den är tjock hos äldre exemplar. De avplattade kvistarna bildar ett tät nät. Bladen liknar 3 till 14 mm långa nålar i formen. De har en aromatisk doft. De mogna kottarna har en rödbrun till gulbrun färg och de innehåller fyra frön. Varje frö har två vingar varav en är större.
Det största exemplaret är 69 meter hög och det i brösthöjd en diameter av ungefär 4,5 meter.
Utbredningsområdet ligger i västra USA i delstaterna Oregon, Nevada och Kalifornien. På halvön Baja California når Cedertuja även nordvästra Mexiko. Arten hittas i låglandet och i bergstrakter upp till 2960 meter över havet. Den växer vanligen i skogar blandad med andra barrträd.
Cedertuja har fått ekonomisk betydelse på grund av att den växer snabb jämförd med andra barrträd i regionen. Den används som prydnadsväxt i parker och trädgårdar.

## Bildgalleri

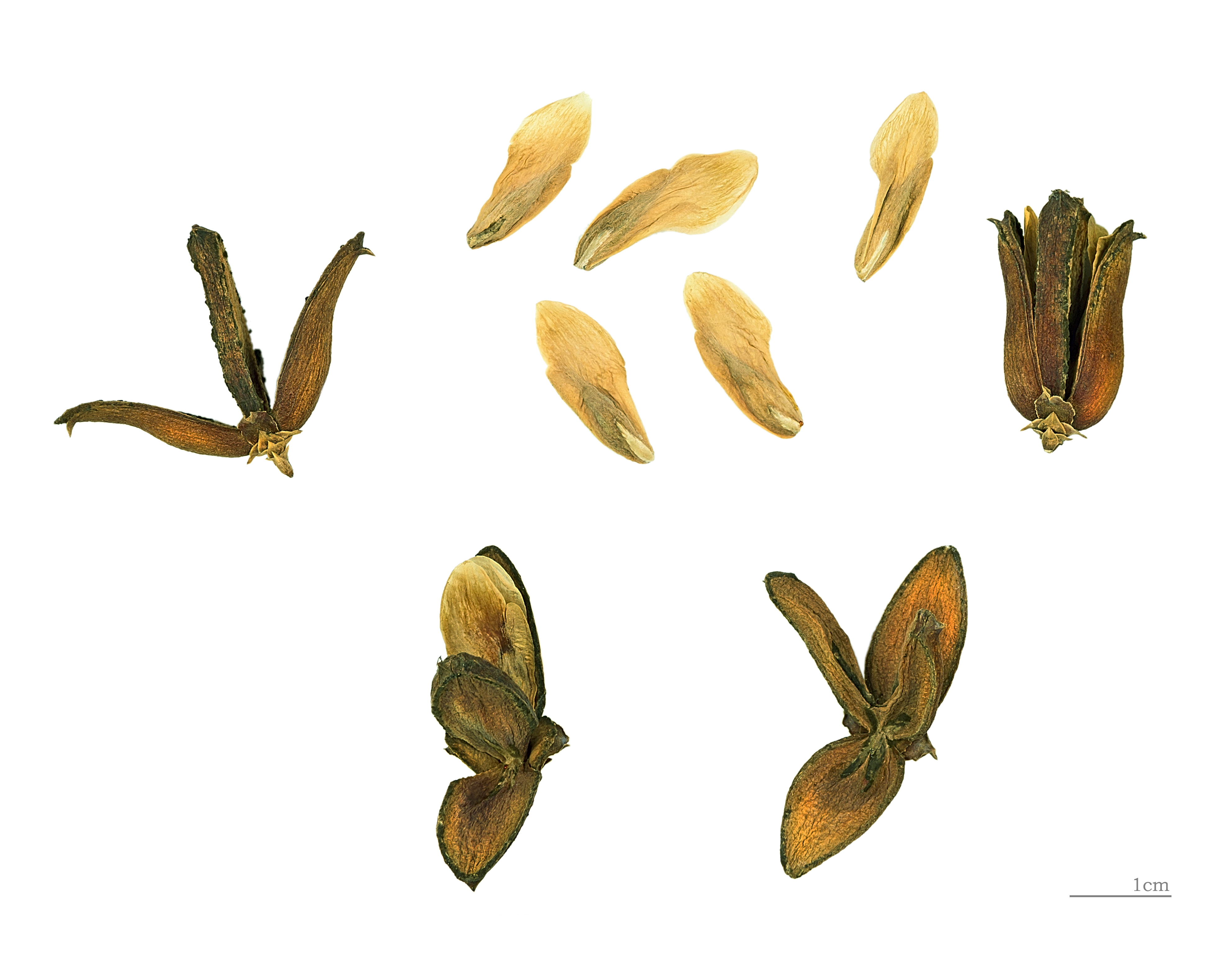
Delar av kotten med frön
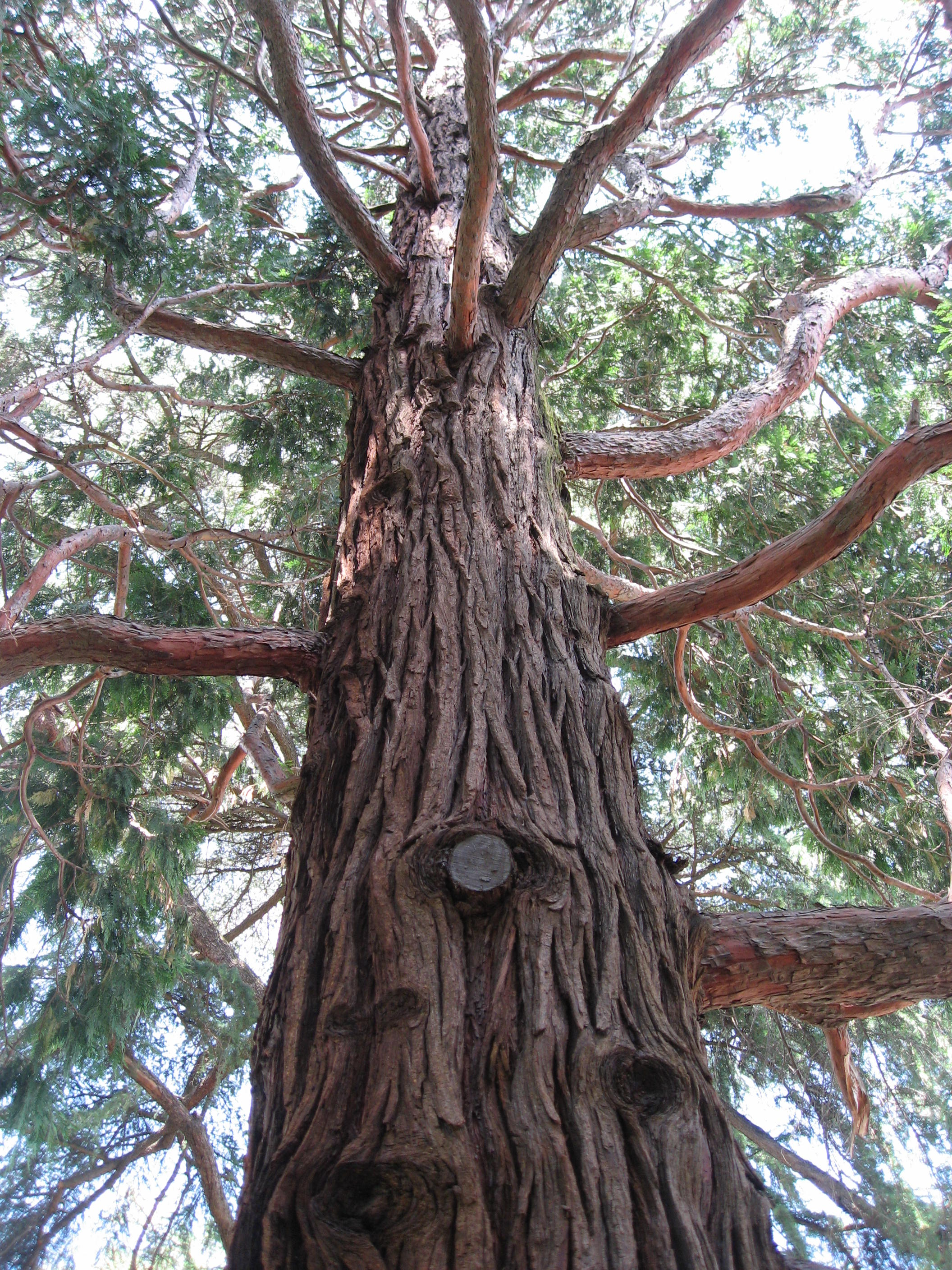
Stammen
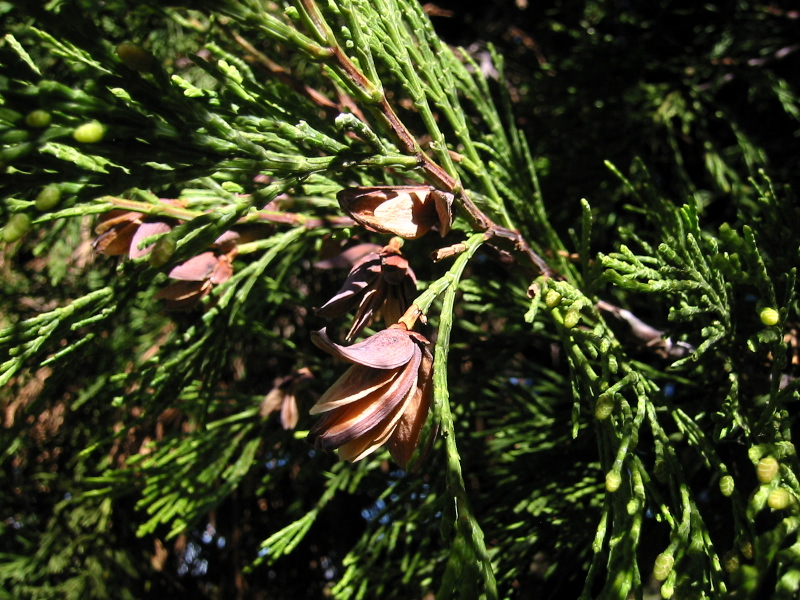
Fortplantningsorgan av honkön
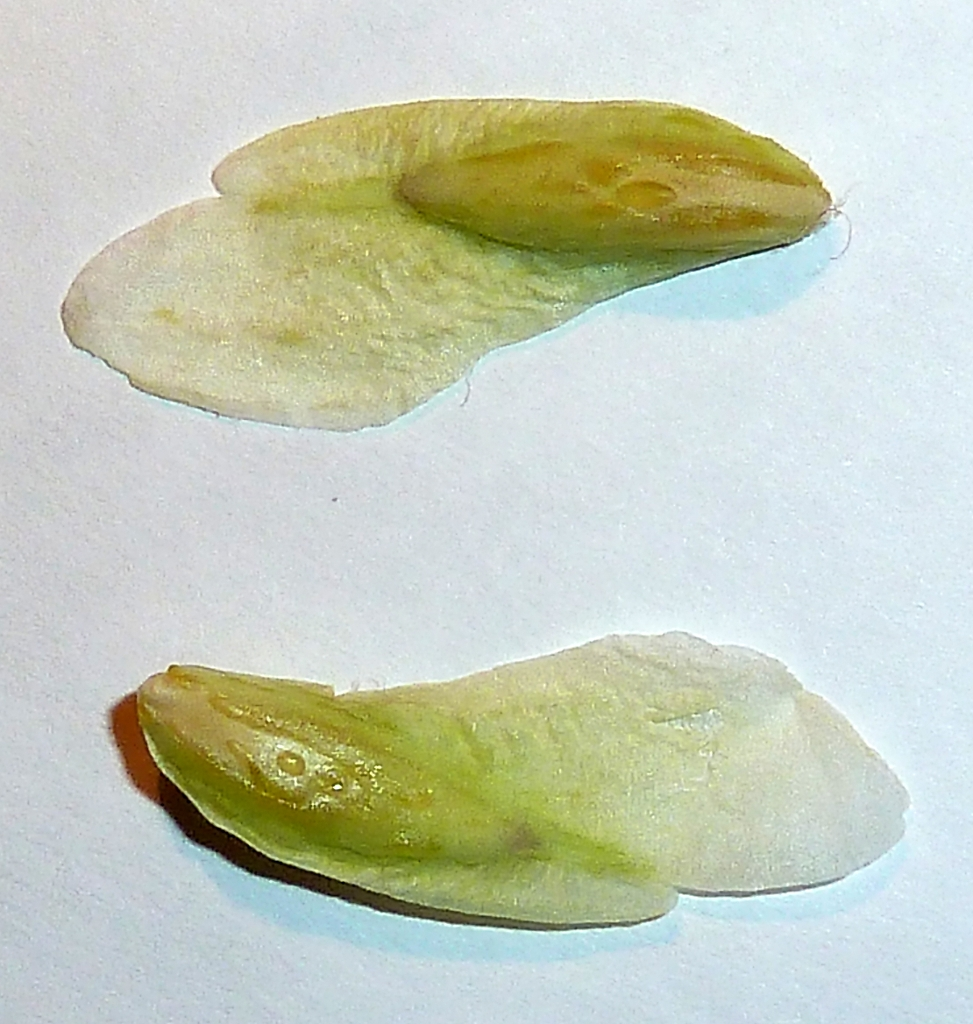
Omogna frön med vingar
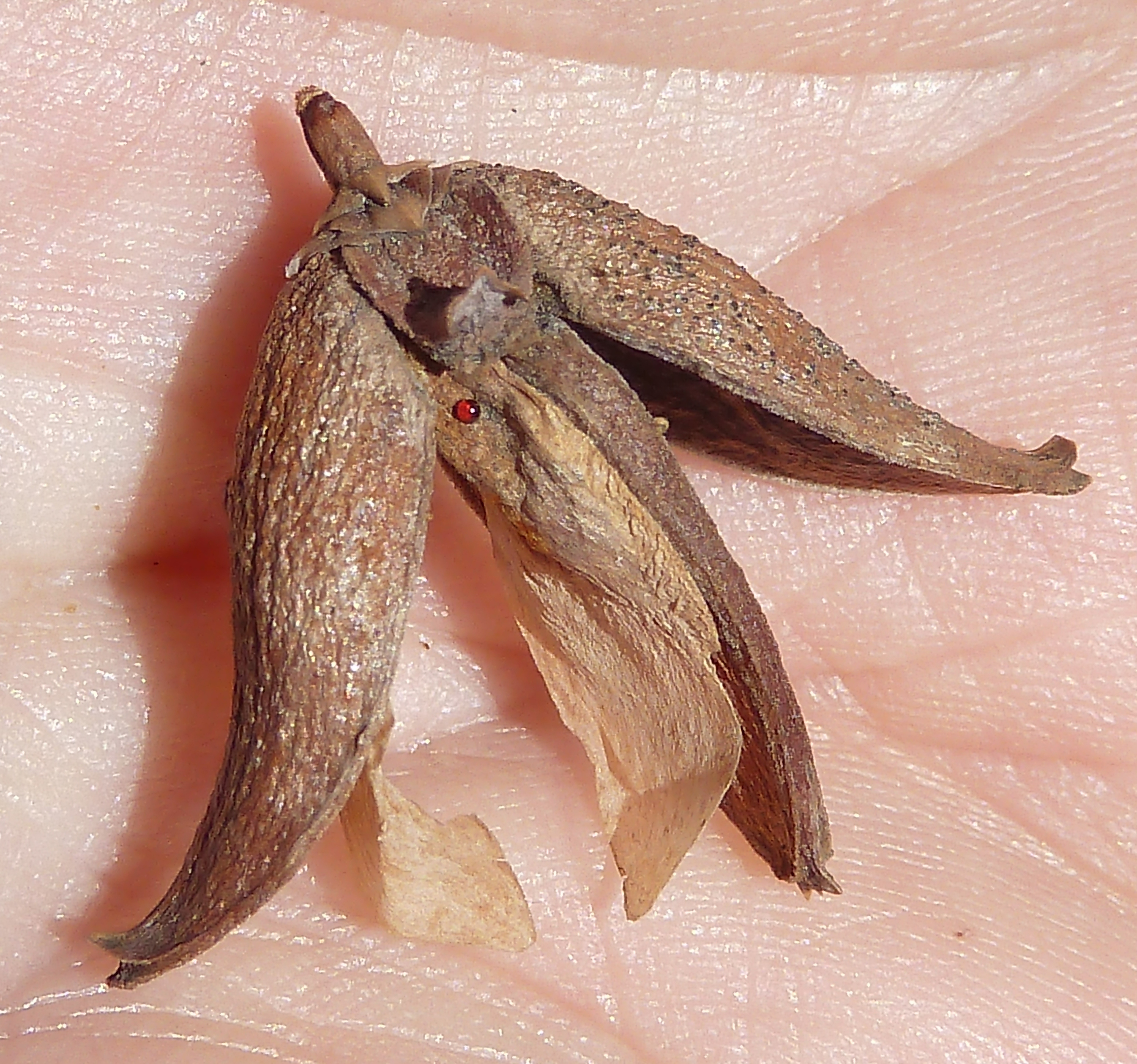
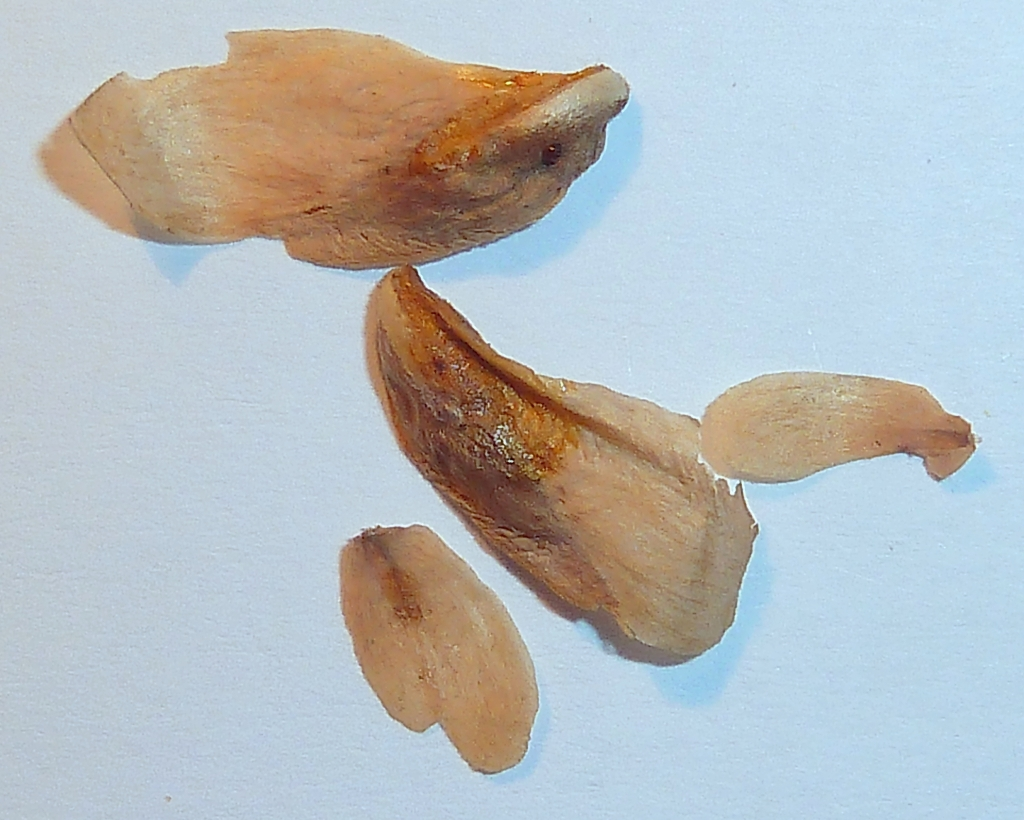
Mogna frön
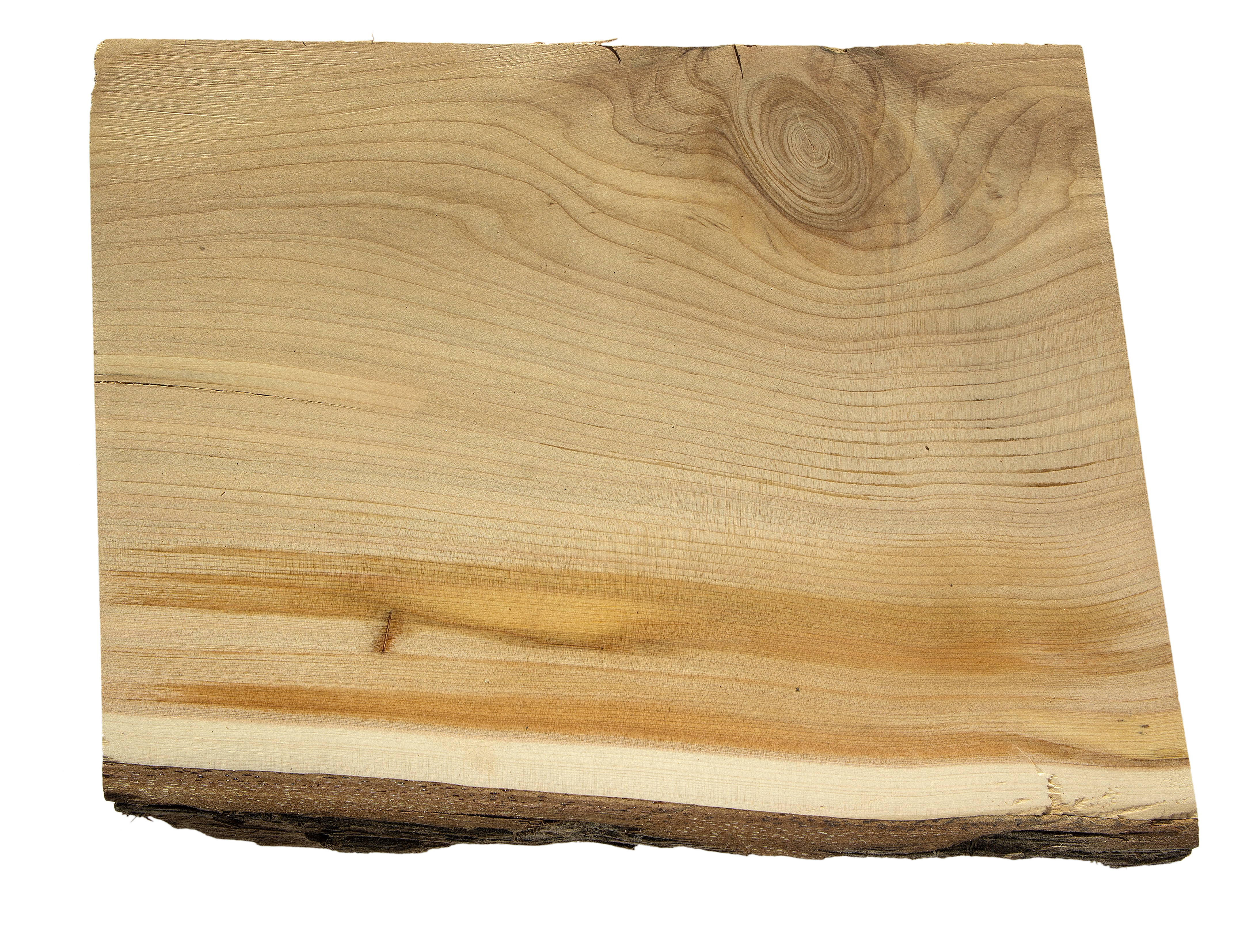
Calocedrus decurrens